# Vladimír Podzimek
Vladimír Podzimek (Jilemnice, 12 de mayo de 1965–17 de mayo de 1994) fue un deportista checoslovaco que compitió en salto en esquí.
Ganó una medalla de bronce en el Campeonato Mundial de Esquí Nórdico de 1984, en la prueba de trampolín grande por equipo. Participó en los Juegos Olímpicos de Sarajevo 1984, ocupando el octavo lugar en el trampolín largo individual.

## Palmarés internacional
| Campeonato Mundial | Campeonato Mundial | Campeonato Mundial | Campeonato Mundial |
| Año                | Lugar              | Medalla            | Prueba             |
| ------------------ | ------------------ | ------------------ | ------------------ |
| 1984               | Engelberg (Suiza)  | Medalla de bronce  | TG por equipo      |